# Danny Yanga
Danny Yanga (Curaçao) is een Curaçaos zanger, acteur, presentator en model.
Yanga volgde zanglessen aan het Curaçao Cultureel Centrum en bij verschillende zangpedagogen op Curaçao.
Yanga speelde bij Joop van de Ende Theaterproducties in de Nederlandse versie van The Lion King de hoofdrol Simba in 2005 en 2006. In 2004 zong hij al in The Lion King, maar was nog geen Simba. In het seizoen 2006-2007 was hij te zien als de Vogelverschikker, in de musical The Wiz.
Danny zong en danste in de nieuwe tour van Het Orkest
van de Koninklijke Luchtmacht genaamd Hollywood in concert met o.a Anita Meyer en Lee Towers.Momenteel speelt hij in Hamburg The Lion King weer als Simba.
Yanga was presentator van het muzikale televisieprogramma Video Zoo op Curaçao. Ook presenteerde hij een kinderprogramma op de radio. Yanga won als zanger veel prijzen op Curaçao en ook in Hollywood. Hij had verschillende nummer-één-noteringen op diverse radiostations op de Antillen.
Tijdens het staatsbezoek van Koningin Beatrix aan Curaçao in 2006 zong Yanga speciaal een lied uit The Lion King. Ook is hij freelance-model en was Male Model of Curaçao in 2002 en Male Model of the World in Hollywood in 2001. Hij werd tweede bij de Mr. Intercontinental-verkiezing in Duitsland en vierde bij Mr. International-verkiezing in India.